# Nathan Rabin
Nathan Rabin (Estados Unidos, 24 de abril de 1976) es un crítico de cine y música estadounidense. Fue el primer escritor principal de The A.V. Club, cargo que ocupó hasta que dejó la organización Onion en 2013. En 2013, Rabin se convirtió en redactor de The Dissolve, un sitio web de cine operado por Pitchfork Media. Dos de sus columnas destacadas en The Dissolve fueron Forgotbusters (una retrospectiva de películas que estuvieron entre las 25 más taquilleras en sus años de estreno pero que no tuvieron perdurabilidad cultural o popular) y Streaming University (una revisión de documentales que estaban disponibles a través de sitios como Netflix y Hulu).
El 29 de abril de 2015, Rabin anunció que se había separado de The Dissolve. Más tarde regresó a The A.V. Club como escritor independiente.
En abril de 2017, Rabin anunció que The A.V. Club había cancelado su columna My World of Flops y que estaba creando su propio sitio web financiado por Patreon, Nathan Rabin's Happy Place.

## Carrera
En 2007 acuñó la frase «Manic Pixie Dream Girl» como arquetipo cinematográfico. Fue panelista del programa de cable básico de corta duración Movie Club con John Ridley en American Movie Classics. En 2007, comenzó My Year of Flops en The A.V. Club, donde revaluó películas que fueron rechazadas por los críticos, ignoradas por el público, o ambos, en el momento de su estreno. En enero de 2008 se terminó el año, pero continuó el proyecto con una publicación bimestral. Otros artículos en curso que Rabin escribió para The A.V. Club incluyen Dispatches From Direct-To-DVD Purgatory, una mirada irónica a los estrenos en DVD; reseñas de programas de televisión como Louie; Silly Little Show-Biz Book Club, una exploración humorística de libros basura sobre entretenimiento, y Ephemereview, que ofrece críticas de desechos de la cultura pop que no se pueden revisar.
Rabin publicó sus memorias en 2009, The Big Rewind: A Memoir Brought To You By Pop Culture (2009), que fue publicada por Scribner. The Washington Post le dio al libro una reseña negativa, calificándolo de «...proyecto fallido traído a ustedes por la cultura pop». mientras que The New York Times escribió, «[Rabin] ha llenado [The Big Rewind] como un cañón, lleno de ingenio cáustico y sentimientos heridos» en su reseña más positiva. El libro utiliza novelas como El gran Gatsby, grabaciones musicales como The Charm of the Highway Strip de The Magnetic Fields y otros elementos de la cultura pop como trampolín para hablar de la adolescencia tragicómica de su autor como huésped de un hospital psiquiátrico, una familia de acogida cuya paciencia y generosidad, bromea, «sólo conocían límites estrictos e inquebrantables» y el sistema de hogares grupales de la Oficina de Niños Judíos, así como su carrera en The A.V. Club y el programa de crítica cinematográfica de corta duración Movie Club with John Ridley en el que apareció. El libro termina con un capítulo sobre la audición fallida de Rabin para reemplazar a Roger Ebert como crítico invitado en At the Movies. Scribner también publicó una versión en libro de My Year of Flops (2010).
El 23 de abril de 2013, The A.V. Club anunció que Rabin, Tasha Robinson, Genevieve Koski y Noel Murray se irían para comenzar un nuevo proyecto basado en la web con los exmiembros del personal Scott Tobias y Keith Phipps. El 30 de mayo de 2013, se reveló que este proyecto era The Dissolve. Además de las críticas a The Dissolve, Rabin también escribió el artículo quincenal Forgotbusters, una reexaminación de películas de Hollywood ahora culturalmente oscuras cuyas recaudaciones de taquilla estuvieron entre las 25 más altas de cualquier película estrenada en su año.
También ha escrito libros sobre Insane Clown Posse, Phish, y «Weird Al» Yankovic.

## Vida personal
Rabin es judío. Está casado con Danya Maloon, nativa de Atlanta; tienen dos hijos juntos. Vive en Marietta (Georgia) con su familia.
En un artículo de The A.V. Club de 2009 sobre la película de comedia de béisbol de 1996 Ed, Rabin se describió a sí mismo como «un súper fanático de los Chicago White Sox desde hace mucho tiempo», aunque en una publicación de blog de 2021 confesó haber perdido el interés en seguir los deportes desde su adolescencia. En 2024, anunció que recientemente le habían diagnosticado autismo, TDAH moderado y trastorno bipolar tipo II.

## Obras
- Rabin, Nathan; Thompson, Stephen (10 de diciembre de 2002). The Tenacity of the Cockroach: Conversations With Entertainment's Most Enduring Outsiders. Three Rivers Press. ISBN 978-0609809914. (junto a Stephen Thompson)
- Rabin, Nathan (2009). The Big Rewind: A Memoir Brought to You by Pop Culture. Scribner. ISBN 978-1416556206.
- Redacción de The A.V. Club (13 de octubre de 2009). Inventory: 16 Films Featuring Manic Pixie Dream Girls, 10 Great Songs Nearly Ruined by Saxophone, and 100 More Obsessively Specific Pop-Culture Lists. Scribner. ISBN 978-1416594734. (como miembro de la redacción de The A.V. Club)
- Rabin, Nathan (19 de octubre de 2010). My Year of Flops: The A.V. Presents One Man's Journey Deep Into the Heart of Cinematic Failure. Nueva York: Scribner. ISBN 978-1439153123.
- Rabin, Nathan; Yankovic, Al (1 de octubre de 2012). Weird Al: The Book. Abrams Books. ISBN 978-1419704352. (junto a «Weird Al» Yankovic)
- Rabin, Nathan (2013). You Don't Know Me but You Don't Like Me: Phish, Insane Clown Posse, and My Misadventures with Two of Music's Most Maligned Tribes. Scribner. ISBN 978-1451626889.
- Rabin, Nathan (2020). The Weird Accordion to Al: Every "Weird Al" Yankovic Album Obsessively Analyzed by the Co-Author of Weird Al: The Book. Declan-Haven Publishing. ISBN 978-1658788472.
- Rabin, Nathan (16 de diciembre de 2021). The Joy of Trash: Nathan Rabin's Happy Place's Definitive Guide to the Very Worst of Everything. Declan-Haven Publishing. ISBN 978-1419732478.